# Иосиф (епископ Эврё)
Ио́сиф (Жозе́ф) (лат. Ioseph, фр. Joseph; умер в 846) — епископ Эврё (815—846), аббат Фонтенеля (833—834 и 841).

## Биография
Датой получения Иосифом сана епископа традиционно считается 815 год. Преемственность глав епархии Эврё в конце VIII — начале IX века точно не установлена. Средневековые каталоги епископов указывают, что между святым Гервольдом, покинувшим местную кафедру в 788 году, и Иосифом был лишь один епископ, Уен I, о котором, кроме имени, ничего не известно. Однако акты Франкфуртского собора 794 года сообщают о некоем Гербоде (или Герольде), которого некоторые историки также считают епископом Эврё.
О деятельности Иосифа как епископа известно очень мало. Намного больше информации сохранилось о нём как о настоятеле Фонтенельского монастыря. Согласно «Деяниям аббатов Фонтенеля», 27 сентября 833 года, после смерти святого Ансегиза, Иосиф насильно захватил власть в обители и удерживал её до 12 мая 834 года, когда он был лишён сана аббата и заменён Фульком. Предполагается, что получение Иосифом Фонтенельского аббатства связано с его поддержкой Лотаря I во время мятежа сыновей императора Людовика I Благочестивого.
Тесную связь Иосифа с императором Лотарем I подтверждает и участие в августе 840 года епископа Эврё в церковном соборе в Ингельхайме, на котором по требованию этого правителя было утверждено восстановление Эббона на кафедре Реймсской архиепархии.
После смерти аббата Фулька в 841 году Иосифу снова удалось восстановить свою власть над Фонтенельским аббатством. Об этом известно из «Фонтенельской хроники», анонимный автор которой сообщает, что 26 февраля этого года он был посвящён в монашеский сан главой епархии Эврё, который тогда был аббатом этой обители. В записи об этом событии Иосиф назван архиепископом, которым он, в действительности, никогда не был. Предполагается, что наделяя Иосифа этим саном, автор «Фонтенельской хроники» хотел указать на старшинство главы епархии Эврё среди других суффраганов Руанской митрополии. Возможно, что повторное получение Иосифом сана аббата Фонтенеля также имело насильственный характер, так как современные событиям «Деяния аббатов Фонтенеля» называют преемником Фулька не епископа Эврё, а Геримберта.
Епископ Иосиф скончался в 846 году. Его преемником на кафедре Эврё стал Гунтберт.